# تاریخ اسپرانتو
تاریخ اسپرانتو، یا تاریخ نهضت زبان اسپرانتو، موضوع مطالعاتیِ بسیار جالب و از چندین نظر، بسیار شگفت‌آوری است. این تاریخ، پیچیده نیز هست چرا که کمابیش تمامیِ جهان را دربرمی گیرد و سرنوشت این زبان و اسپرانتودانان، اغلب مواقع وابسته به حکومت‌های مختلف و اوضاع سیاسیِ متفاوت بوده‌است. بعضی از حکومت‌ها، این نهضت را تشجیع کرده و دیگر حکومت‌ها، اسپرانتودانان را تحت تعقیب قرار داده و نهضت را ممنوع اعلام کرده‌اند. به سادگی می‌توان تأثیر دو جنگ جهانی را بر روی نهضتی که همکاریِ بین‌المللی و برادریِ تمام بشریت را ـ به تلویح، اگر نه به تصریح ـ هدف خود قرار داده است، تصور کرد. این واقعیت که اسپرانتو، این دو جنگ جهانی را از سر گذرانده است، خود شاهدی است از واقعیت انکارناپذیر حق موجودیت اساسی آن، و ارزش مفاهیمی که بیان‌گر آن‌ها است؛ بنابراین، به‌خاطر این پیچیدگی‌ها و جامعیت، در این‌جا تنها امکان این وجود دارد که طرحی کلی، حاوی خطوط اصلیِ پیشرفت‌ها و پسرفت‌های آن، طی قرن گذشته، ترسیم گردد.

## نخستین‌های اسپرانتو

### انتشار «کتابِ اولِ» اسپرانتو
دکتر لودویک زامنهوف، آفرینندهٔ زبان اسپرانتو، در ژوئیه سال ۱۸۸۷ (خرداد ۱۲۶۵ هـ ش)، کتاب اول را با هزینة شخصیِ خود منتشر ساخت. این کتاب، در واقع یک بروشور کوچک، و برگ‌سبزوار بود چرا که به‌عنوان مثال، زامنهوف فاقد یک اُرگان مطبوعاتیِ شخصی، یا امکانات دیگری برای شناساندن موجودیت آن، در سطحی وسیع بود. وی این بروشور را به مطبوعات، باشگاه‌های گوناگون، و افراد سرشناس ارسال کرد. این اقدام به عنوان شروع، آغازی (به اندازة کافی) متواضعانه محسوب می‌شد.
با این وصف، در همان اوایل سال ۱۸۸۸، زامنهوف با شگفتی پذیرای قول‌های بسیاری، مبنی بر یادگرفتن زبان‌اش شد، و به این ترتیب، تا سال ۱۸۸۹، نام نخستین هزار اسپرانتودان ثبت شد.

### نخستین باشگاه و مجلهٔ اسپرانتو
در دسامبر سال ۱۸۸۸، باشگاه ولاپوک مهمی در نورنبرگ آلمان، به اسپرانتو پیوست و به این ترتیب به اولین باشگاه اسپرانتو در جهان تبدیل شد. در سپتامبر سال ۱۸۸۹، این باشگاه نخستین مجلهٔ اسپرانتو را به نام لا اسپرانتیستو (اسپرانتودان) تأسیس کرد. اسپرانتودانان به چنین مجله‌ای احتیاج مبرمی داشتند تا بتوانند با یک‌دیگر ارتباط برقرار کرده و در عین حال متون نمونه‌ای برای شان عرضه گردد، تا به این ترتیب، سبک پیروان این زبان، که اکثرشان هم دور از یک‌دیگر بودند، یک‌دست گردد.
در پایان سال ۱۸۹۰، زامنهوف انتشار این مجله را به دست گرفت، ولی در دسامبر سال ۱۸۹۱ وی چنان خود را بدون سرمایه یافت که مجبور شد توقف انتشار مجله را اعلام کند. این ضربه، احتمالاً
می‌توانست زبان را محکوم به نابودی کند؛ ولی خوش‌بختانه، شخصی آلمانی به‌نام و. ترومپیتر پای در میان گذاشت و سرمایهٔ لازم را در اختیار گذارد، و در واقع، زبانی را که در حال جوانه زدن بود، از نیستی نجات بخشید.
با این وجود، در سال ۱۸۹۵، سانسور تزاری، این مجله را در روسیه ممنوع ساخت، به ترتیبی که لا اسپرانتیستو، سه چهارم از مشترکین خود را از دست داد. این اقدام، نخستین، و به هیچ وجهی نه آخرین، سوء قصد حکومتیسیاسی علیه اسپرانتو بود که در نتیجة آن، زامنهوف مجبور شد مجدداً انتشار مجله را متوقف سازد.

### نخستین خودآموزها و واژه‌نامه‌ها
اما پس از گذشت تنها چهار سال دیگر، یعنی زمانی که فقط هشت سال از عمر این زبان می‌گذشت، اوضاع بسیار امیدوارکننده‌تر از سال ۱۸۹۱ بود. اسم ۳۶۰۲ اسپرانتودان به‌طور رسمی ثبت شده بود؛ ۴۷ کتاب آموزش و فرهنگ لغات، به ۱۹ زبان منتشر شده بود، حتی ۱۲ اثر ادبی نیز، منتشر گشته بود که در بین آن‌ها نه تنها آثار با ارزش ترجمه به چشم می‌خورد، بلکه بعضی از آن‌ها مستقیماً به زبان اسپرانتو نگاشته شده بود. در میان این آثار، اصلی‌ترین آن‌ها، ترجمهٔ شگفت‌آور هملت شکسپیر، توسط خود زامنهوف بود. این ترجمه آن‌قدر پخته، و از لحاظ هنری زیباست که تا به امروز هم کاملاً معتبر و خواندنی باقی مانده‌است. در عین حال، این ترجمه در سال ۱۸۹۴ توانست معیارهایی را در اختیار مشتاقان تألیف آن‌زمان بگذارد که از نظر زبان و سبک درخورِ پیروی بود.

### نخستین رویارویی‌های اسپرانتودانان خارجی با یک‌دیگر
درآن زمان، بهره گیریِ عملی از اسپرانتو، به صورت‌های دیگری نیز آغاز شده بود؛ از جملهٔ آن‌ها مسافرت‌هایی بود که در طول آن، زبان اسپرانتو نقشی جدی را بازی می‌کرد. به‌عنوان مثال، دو نفر سوئدی در سال ۱۸۹۵ دست به سفری از میان روسیه، ترکیه، رومانی، اطریش، مجارستان و آلمان زدند، در حالی که در هر کشور با اسپرانتودانان محلی، تماس حاصل می‌کردند. این‌گونه مسافرت‌ها، اثباتی واقعی برای مناسب بودن این زبان، برای صحبت کردن بود.
اسپرانتودانان امروزی به‌سختی می‌توانند تصور حال و هوا و تأثیر چنین واقعه‌ای را، در آن روزهای نخستین بکنند. کارلو بورله سال‌ها بعد، تجربهٔ شخصی خود را چنین مکتوب ساخت:

بلافاصله، در مقابل چشمانم تصویر شبح گونهٔ مردی لاغراندام و رنگ‌پریده، با موهایی طلایی و بلند، ریشی کوچک، کم پشت و زردرنگ و چشمانی آبی با نگاهی ثابت، پدیدار می‌شود: سِلِزنیوف!
این درویش، با ردایی خاکستری‌رنگ و بلند که یقه‌اش همیشه بالا کشیده شده بود، اولین اسپرانتودان خارجی بود که با او، به زبان اسپرانتو صحبت کردم. ضیافتی را که به افتخار او در کافهٔ ولتر، در اکتبر سال ۱۹۰۲ برپاکردیم، به‌خوبی به یاد دارم. صحبت‌های آتشین، و روانیِ بیانات او، سبب شگفتیِ عمیق ما می‌شد.
سلزنیوف، آموزگار ما در صحبت کردن بود؛ زیرا او نخستین کسی بود که به ما نشان داد که اسپرانتو زبانی زنده است؛ او اولین کسی بود که برای ما، پاریسی‌ها، اثبات کرد که اسپرانتو نیز می‌تواند با همان سادگی، ظرافت و سرعت هر زبان ملیِ دیگری صحبت شود.

### فرانسه، نخستین کشور رهبری‌کنندهٔ نهضت اسپرانتو
نهضت اسپرانتو پس از متوقف شدن انتشار لا اسپرانتیستو، برای مدت زیادی بدون هرگونه ارگانی باقی ماند. در سال ۱۸۹۵ سوئدی‌ها اولین شمارهٔ مجلهٔ جدید زبان بین‌المللی را منتشر ساختند، که پس از فایق شدن بر چند مشکل در آغاز کار، تبدیل به وسیلة ارتباطیِ مهمی شد. لوئی دو بوفران فرانسوی، در سال ۱۸۹۸ مجلهٔ لِسپرانتیست را به راه انداخت، و به این ترتیب، آغازگر دوران تبلیغات پرجنب وجوشی در کشورهای فرانسوی‌زبان گردید که به‌زودی منتج به نهضتی توان‌مند و پرشمار در دنیای فرانسوی‌زبان شد. این نهضت (به‌طور غیررسمی) نقش رهبری را در امر پیشبرد اسپرانتو به دست گرفت.
شاید مهم‌ترین موفقیت آن، جذب کردن مؤسسهٔ مطبوعاتیِ قدرت‌مند هاشِت در سال ۱۹۰۱ بود. این شرکت تجارتی، امکانات زیادی را در اختیار داشت و آغازکنندهٔ انتشار کتب گوناگون به زبان اسپرانتو بود، که در عین حال قادر بود آن‌ها را توسط شبکهٔ بین‌المللیِ نمایندگی‌های خود، در سراسر جهان به فروش برساند. این انتشاراتی، از آغاز سال ۱۹۰۶، مجلهٔ ادبیِ لا رِوواُ را به‌صورت ماه‌نامه منتشر ساخت. در واقع، تا ژوئن ۱۹۰۵، تعداد ۲۷ مجله به‌وجود آمده بود که دو عدد آن در آمریکای جنوبی منتشر می‌شد (در شیلی و مکزیک). هم‌چنین تا سال ۱۹۰۵، پنج مجمع اسپرانتو نیز در ژاپن پدیدار شده بود.

### اولین انتشاراتی و رمان اسپرانتو
رقابت‌های موجود در درون نهضت فرانسه، منجر به تأسیس سریع یک مؤسسهٔ انتشاراتیِ اختصاصی برای اسپرانتو به‌نام انجمن مطبوعاتیِ اسپرانتو در رقابت با هاشت، شد. ادبیات اسپرانتو به برکت این دو انتشاراتی ـ و هم‌زمان با انتشار کمابیش محدودتری در کشورهای دیگر ـ به مقدار فراوانی رشد کرد. ترجمهٔ آثار کلاسیک از زبان فرانسوی و دیگر زبان‌ها و تألیفاتی که مستقیماً به زبان اسپرانتو، در رشته‌های گوناگون نگاشته شده بود، چاپ و منتشر گردید. در سال ۱۹۰۷، اولین رمانی که به اسپرانتو نوشته شده بود، حاویِ ۵۰۰ صفحه، به قلم هنری والی‌ین به‌نام قلعهٔ پرِلونگو منتشر گردید. این رمان، ردّیهٔ قوی ای علیه آن گروه از اسپرانتودانانی بود که دربارهٔ «ضرورت وجودیِ» ادبیات اصیل اسپرانتو شک داشتند.

### نخستین گردهماییِ بین‌المللیِ اسپرانتودانان
در این دوره، گام بزرگ دیگری نیز، به‌پیش برداشته شد. در سال ۱۹۰۴، اسپرانتودانان شمال فرانسه و جنوب انگلستان «اولین گردهمایی بین‌المللیِ اسپرانتودانان» را به‌صورت آزمایشی، سازمان‌دهی کردند و در آگوست همان سال، حدود ۲۰۰ تن از آن‌ها پس از مسافرتی بر روی آب از ورای تنگه، تعطیلات آخر هفته را در دو ناحیه گذراندند. این سازمان‌دهی آن‌چنان موفقیت‌آمیز بود که گروهی در بولُنْی-سور-مِر فرانسه موافقت کرد تا اولین کنگرهٔ جهانی اسپرانتو را در این شهر، در تابستان ۱۹۰۵ (۱۲۸۳ هـ. ش) سازمان‌دهی کند.
در آگوست سال ۱۹۰۵ (مرداد ۱۲۸۳ هـ. ش)، این کنگره برگزار شد: ۶۸۸ اسپرانتودان، از ۲۰ کشور جهان در آن حضور داشتند. حاضرین دربارهٔ خاطرات پرهیجان این هفتهٔ دوران ساز، گواهی می‌دهند. برای نخستین بار در تاریخ جهان، انسان‌هایی از ملیت‌های بسیار زیادی، با زبان‌های گوناگون، گردهم آمده و در بین خود از زبانی بی‌طرف، که با ابداع ساخته شده‌بود، استفاده کردند. این واقعه، از آن پس، ده‌ها هزار بار تاکنون در جهان تکرار شده‌است تا جایی‌که دیگر این معجزهٔ ارتباطی، که با کم‌ترین زحمتی انسان‌ها را این‌چنین به یک‌دیگر نزدیک ساخته، سبب شگفتیِ کسی نمی‌گردد. اما با این وصف، بی‌همتا بودنِ آن یک هفته در سال ۱۹۰۵، هم‌اکنون نیز هم‌چنان احساس می‌گردد.

## سخنرانیِ تاریخیِ دکتر زامنهوف در اولین همایشِ جهانیِ اسپرانتو
سخنرانیِ دکتر زامنهوف، در مراسم افتتاح این کنگره ـ همان‌گونه که خواننده خود با مطالعهٔ آن متقاعد خواهد شد ـ یکی ازسخنرانی‌های بزرگ تاریخ است و سزاوار توجه جدی و عمیق همهٔ انسان‌ها، و قبل از همه، تمامیِ سیاست‌مداران است. متن کامل این سخنرانی به بسیاری از زبان‌های دنیا ترجمه شده‌است؛ و در این‌جا، تنها به ذکر چند بند از آن اکتفا می‌شود:

... و اکنون، برای نخستین بار، رؤیایی هزاران‌ساله، در حال تحقق یافتن است. در شهری کوچک، واقع در ساحل فرانسه، انسان‌هایی از متفاوت‌ترین کشورها و ملیت‌ها، گردهم آمده‌اند و با یک‌دیگر به صورت کرولال روبرو نمی‌شوند، بلکه همدیگر را درک کرده و با یک‌دیگر برادروار به صحبت می‌پردازند، همانند اعضای یک ملت. اغلب، افرادی از ملل گوناگون، گردهم آمده و به درک یک‌دیگر نایل می‌آیند ولی چه اختلاف فاحشی بین تفاهم متقابل در بین آن‌ها و در بین ما وجود دارد!
در آن گردهمایی‌ها، تنها بخش کوچکی از شرکت کنندگان به تفاهم متقابل دست می‌یابند، آن‌هایی که امکان اختصاص دادن زمانی بسیار طولانی، و پولی فراوان را برای فراگیریِ زبان‌های بیگانه داشته‌اند ولی بقیهٔ آن‌ها، تنها توسط تن خویش و جسماً، و نه با سرخود و روحاً، در گردهمایی شرکت می‌جویند: اما، در همایش ما، همهٔ شرکت‌کنندگان متقابلاً همدیگر را درک می‌کنند، هرکسی که مایل به درک ما باشد، به‌سادگی می‌تواند ما را درک کند، و نه فقر و نه نداشتن وقت، گوش‌های کسی را بر سخنان ما نمی‌بندد. در آن‌جا، تفاهم متقابل با راهی غیرطبیعی، آزاردهنده و غیرعادلانه قابل دست یافتن است، چراکه در آن‌جا عضو یک ملت، در مقابل عضو ملتی دیگر، که زبان او را صحبت می‌کند، تحقیر می‌گردد و از زبان خویش شرم دارد. وی لکنت زبان یافته و سرخ می‌گردد و خود را در برابر هم‌صحبت‌اش ناراحت احساس می‌کند، در حالی که مخاطب او، خود را قدرت‌مند و مغرور احساس می‌کند؛ در همایش ما، ملل قدرت‌مند و ضعیف، ممتاز و فاقد امتیاز، وجود ندارد. هیچ‌کسی تحقیر نمی-شود، هیچ‌کسی خود را ناراحت نمی‌یابد؛ ما همگی، بر بنیادی بی‌طرف ایستاده‌ایم، ما همگی دارای حقوقی کاملاً برابر هستیم؛ ما همه، خود را همانند اعضای یک ملت احساس می‌کنیم، مثل اعضای یک خانواده، و برای نخستین بار در تاریخ بشریت، ما اعضای متفاوت‌ترین اقوام، در کنار یک‌دیگر، نه مثل بیگانگان و رقبا، بلکه همانند برادران ایستاده‌ایم. کسانی که بدون تحمیل زبان خود بر یک‌دیگر، متقابلاً همدیگر را درک کرده، سوء ظنی به یک‌دیگر، به خاطر ظلمتی که ما را از همدیگر جدا کند نداریم، همدیگر را متقابلاً دوست داشته و دست‌های یک‌دیگر را متقابلاً می‌فشریم، نه با دورویی و نفاق، مثل دو فردِ «دِگَرملیت»، که صمیمانه همانند دو فرد انسان. ما باید از اهمییت سترگ این روز به خوبی آگاه باشیم، چرا که امروز در میان دیوارهای مهمان نواز بولونی-سور-مر، فرانسوی‌ها با انگلیسی‌ها، یا روس‌ها با لهستانی‌ها، گردهم نیامده‌اند، بلکه این، تنها انسان‌ها هستند که گرد انسان‌ها جمع شده‌اند. مبارک باد این روز، و با عظمت و با شکوه باد پیامدهای آن!

کنگره‌های اسپرانتو، تا به امروز، همه‌ساله و هر بار در کشوری دیگر، و آن هم نه تنها در اروپا، برگزار شده‌است. البته، امروزه صدها گردهمائیِ ملی و بین‌المللیِ دیگر به زبان اسپرانتو برپا می‌شود که یا تخصصی، یا مطالعاتی، یا تنها توریستی است؛ اما این، هم‌چنان کنگره‌های جهانیِ اسپرانتو است که نمودگاه اصلیِ روحی است که نخستین بار در بولنیسورمر متجلی شد.

## اصلاح‌گرایی
تنها دو سال پس از این واقعه، بحرانی شروع شد که نهضت اسپرانتو را مجدداً به نابودی تهدید می‌کرد. لازم است بدانیم که از همان ابتدا، دو تمایل متفاوت در نهضت وجود داشت که با اندکی ساده انگاری می‌توان آن‌ها را عمل‌گرایی و نظرگرایی نامید. عمل‌گرایان، هدفشان قبل از هر چیزی، به کارانداختن و به استفاده واداشتن زبان بود، ولی نظرگراها تمایل داشتند زبان را به‌عنوان یک طرح، که می‌توان آن را در هر لحظه تغییر داد، تحت بررسی قرار داده و آن را «اصلاح» کنند. برخی از افرادِ گروه اخیر، خواهان اصلاحات مختلفی بودند، مثل از بین بردن علائم فوقانیِ حروف، از بین بردن پایانهٔ حالات مفعولی، استفاده از پسوند جمع ―i به‌جای ―oj و غیره. در سال ۱۸۹۴ بالاخره، این‌گونه اصلاح طلبان، لزوم رأی‌گیری از مشترکین مجلهٔ لا اسپرانتیستو، مبنی بر اینکه آیا این زبان اصلاح گردد یا نه را، بر زامنهوف تحمیل کردند. اسپرانتودانان با اکثریت عظیمی، انجام اصلاحات را رد کردند: و این یک پیروزیِ بزرگ برای عمل‌گرایانی به‌شمار می‌آمد، که می‌دانستند تغییر مداومِ زبان، اعتماد پیروان آن را، دربارهٔ ثبوت زبانی که فراگرفته و شروع به استفاده کردن از آن کرده‌اند، از بین می‌برد. (اگر کلی صحبت کنیم، عموماً سطح دانش زبان اصلاح‌گران، پایین‌تر بود. این را هم باید مدنظر داشت که منظور آن‌ها از به اصطلاح «اصلاحات»، تنها اروپایی تر کردن زبان بود، که این کار، ضدِ نیّت زامنهوف و علیه بی‌طرفیِ جهانیِ این زبان، که وجه مشخصهٔ مهم آن نیز هست، بود)
قابل توجه است که زامنهوف تغییراتی را در زبان خود پیش‌بینی می‌کرد و انجام آن‌ها را از راه نوآوری‌ها ممکن ساخته بود، که این شیوه، در زبان‌های دیگر نیز، طریقی معمول و عادی است. طبق این شیوه، می‌توان از شکلی جدید، در کنار شکل موجود، شروع به استفاده کرد، و به‌کارگیریِ زنده و واقعی زبان، بالاخره تعیین خواهد کرد که کدام‌یک از آن‌ها، ماناتر خواهد بود. در واقع نیز، تغییرات متعددی، به‌خصوص در زمینهٔ دایرهٔ لغات، به همین طریق در اسپرانتو انجام شده‌است. به عنوان مثال، زمانی که تلویزیون هنوز پدیدهٔ جدیدی بود، بعضی‌ها از واژهٔ televido، برخی از televideo و بقیه از televizoro استفاده می‌کردند؛ اما این مسئله، باعث آزار هیچ‌کسی نشد و استفاده از televido نسبتاً به سرعت، معمول گشت.
اما، انجام بعضی از اصلاحات غیرممکن بود. حالت جمع را، با پسوند ―i نمی‌توان نشان داد؛ زیرا ―i در این زبان، به‌عنوان علامت مصدر در نظر گرفته شده‌است. هم‌چنین باید توجه داشت که اگر پایانهٔ حالت مفعولی واقعاً زاید بود، همان‌طور که بعضی‌ها می‌خواستند این را بقبولانند، اسپرانتودان‌ها می‌توانستند به‌آسانیِ تمام، آن را توسط عدمِ استفاده از آن، از بین ببرند؛ و نفس این واقعیت که این کار در طی یک‌صد سال استفادهٔ روزمرهٔ زبان، اتفاق نیافتاده است، به‌خودیِ‌خود، اثباتی مکفی برای مفید و مورد تمایل بودن آن است! ولی، حتی اگر این تغییر اساسی هم انجام می‌پذیرفت، بازهم موجودیت خود زبان را تهدید نمی‌کرد؛ ولی بعضی از افراد، که اسپرانتو برایشان تنها در حکم یک پروژه باقی‌مانده بود و به‌جای زبانی جدی، نوعی اسباب بازی محسوب می‌شد، چنین چیزهای قابل ملاحظه و عملی را نپذیرفتند و در سال ۱۹۰۷، دو تن از آن‌ها، به گمان خود، از موقعیتی که برای‌شان پیش آمده بود، برای تحمیل موضوعات خاصی که مورد علاقهٔ شخصیِ خودشان بود، به نهضت اسپرانتو استفاده کردند.

## هیأتِ نمایندگی
موضوع هیئت نمایندگی پیچیده است، ولی می‌توان آن را به این صورت جمع‌بندی کرد:
در سال ۱۹۰۰ ل. کوتورا با یاریِ عالِم دیگری به نام ل. لیو «هیئت نمایندگی برای به‌کارگیریِ زبان بین‌المللی» را تأسیس کرد. این هیئت نمایندگی به‌هیچ وجه، هویت یک انجمن سازمان یافتهٔ عمومی را نداشت؛ منشی آن، لیو و صندوقدار آن، کوتورا، منتخب هیچ‌کسی نبودند، و در واقع همه چیز را این دو تن، مستبدانه در دست خود نگاه داشته بودند. با وجود این، اقدامات آن‌ها، نیازمند به حمایت معنوی و مالی نهضت اسپرانتو بود. در سال ۱۹۰۶، این هیئت نمایندگی خود را به انجمن بین‌المللیِ فرهنگستان‌ها تحمیل کرد همراه با این تفاضا که وظیفهٔ یافتن راه حل قطعی را برای زبان جهانی، به عهدهٔ خود بگیرد. انجمن فوق، این تقاضا را در سال ۱۹۰۷ با اعلام این‌که خود را برای تصمیم‌گیری راجع به «مسئله‌ای که به وسیلهٔ خودِ حیات حل خواهد شد» ذی‌صلاح نمی‌داند، رد کرد؛ بنابراین، کوتورا پیشنهاد کرد که خودِ هیئت نمایندگی، یک کمیتة ۱۸ نفری را برای سَرِخود حل کردن این مشکل انتخاب کند.

## زبانِ ایدو (Ido)
زامنهوف، دوبوفران، اسپرانتودان برجستهٔ فرانسوی را که در بالا ذکرش رفت، به‌عنوان نمایندهٔ خود در این کمیته معرفی کرد. با این وصف، این شخص، جاه طلبیِ این را داشت که، احتمالاً برای مهم‌تر جلوه‌دادن نقش خود در نهضت، اصلاحاتی را در اسپرانتو به عمل آورد و این امر، به همراه فریب‌کاری‌های گوناگون کوتورا، که مانند خود او، یک اصلاح طلب بود، منتج به این شد که «هیئت نمایندگی، تصمیم به انتخاب اسپرانتو گرفت، به‌خصوص به‌خاطر کامل بودن نسبیِ آن، و به دلیل کاربردهای زیاد و گوناگونی که تاکنون داشته‌است»، ولی، اسپرانتویی تغییرشکل‌یافته برطبق طرحی اصلاحی، که به‌خاطر دلایلی آشکار، ایدو نامیده شد.
در نتیجه، نهضت اسپرانتو در واقع، دچار انشعاب گردید. بخشی از اسپرانتودانان به سوی ایدو کشیده شدند، ولی نکتهٔ جالبِ توجه این است که، همانند سال ۱۸۹۴، اکثریت عظیم ایشان، به اسپرانتو وفادار باقی‌ماندند و هرچند ایدودان‌ها به‌مدت دو دهه، مانع از پیشرفت اسپرانتو شدند ـ یعنی تا زمانی‌که ایدو، به خاطر بیماریِ خودش، یعنی اصلاحات ابدی، که هرگز هم تمام شدنی نبود، از بین رفت ـ با وجود این، این انشعاب دارای جنبهٔ خوب و مهمی نیز برای اسپرانتو بود. یعنی نهضت را دیگر از اصلاح گرایی، آزاد ساخت و دوران محافظه کاریِ نویِ را در زبان به وجود آورد که‌باعث استحکام بخشیدن به سنگرهای نهضت شد، و یک نسل کامل ادامه یافت.

## تأسیسِ سازمانِ جهانیِ اسپرانتو (UEA)
این مسئله، یعنی بحران ایدو، دارای پیامد بسیار مهم دیگری نیز، بود: تأسیس سازمان جهانی اسپرانتو. تا زمان بحران ایدو، اسپرانتودانان گروهی را تشکیل داده بودند که تقریباً تنها هدف خود را، تبلیغ زبان و جذب پیروان جدید قرار داده بود. تئوفیل روسو ی فرانسوی و هکتور هودلر سوئیسی، دو تن از اسپرانتودانانی بودند که بیش از هر چیزی به به‌کارگیریِ زبان، و نقش اجتماعیِ آن علاقه‌مند بودند. روسو، در سال ۱۹۰۵ برای به‌کارگیریِ اسپرانتو در توریسم، دست به کوشش‌هایی زد؛ وی مشغول به تبلیغ برای رؤسای هتل‌ها شد و ایشان را ترغیب به انتشار نقشه‌ها و کتاب‌های راهنما به این زبان، کرد. وقتی بحران ایدو به انفجار انجامید، هودلر چنین عقیده داشت که هیچ‌کسی از خارج، حق تحمیل نظریه‌ای را به استفاده کنندگان زبان ندارد. به این خاطر، وی با همراهیِ روسو و چند نفر دیگر، بخشنامه‌ای را برای گروه‌های مختلف ارسال کرد که در آن پیشنهاد ایجاد یک سازمان بین‌المللی را برای خدمت کردن به استفاده کنندگان این زبان، مطرح ساخته بود. هستهٔ اصلیِ این طرح، تعیین کردن یک نماینده یا آن‌طور که در آن زمان گفته می‌شد کنسول، در حتی الامکان هر شهر و آبادی بود که آمادهٔ کمک کردن به اسپرانتودان‌های در حال سفر، یا در جستجوی اطلاعات، باشد. در مارس سال ۱۹۰۸ بیش از صد گروه، به این ایده پیوستند و دست به انتخاب نماینده زدند. در ماه آوریل، این سازمان همراه با ارگان خود، مجلهٔ اسپرانتو، تأسیس شد و به این ترتیب، حرکتی نو و عمل‌گرا در جهت ترویج اسپرانتو آغاز گشت.

## اقدامات انسان‌دوستانهٔ سازمان جهانیِ اسپرانتو در طولِ جنگ
عمل‌کرد سازمان جهانی اسپرانتو، کمک بسیاری به این امر کرد که اسپرانتو، جنگ جهانی اول را از سر بگذراند. دفتر مرکزیِ آن در سوئیس بی‌طرف قرار داشت و به این خاطر، کارمندان آن می‌توانستند واسطة اخبار و اطلاعات بوده و انتقالات مالی را نیز، انجام دهند؛ در آن زمان، انجام این کارها، از راه‌های دیگر، با مشکلات و ممنوعیت‌های بسیاری همراه بود. شمار تقاضاهای کمک و خدمات انجام شده، متحیرکننده بود. مکاتبات انجام شده (که دریافت و ارسال شده بود)، در خلال جنگ بیش از ۱۷۵۰۰ عدد بود!
به‌عنوان مثال، در سپتامبر ۱۹۱۴ (۱۲۹۲ هـ. ش)، سازمان جهانی اسپرانتو بخش‌نامه‌ای را برای نمایندگان خود، همراه با متنی برای چاپ شدن در روزنامه‌های کشورهای گوناگون فرستاد. این خبر که به ۳۰ زبان ترجمه شد، در صدها روزنامه درج گردید. متن آن چنین بود:

از آنجا که عملیات جنگی، تقریباً به‌طورِ ناگهانی شروع شد، بسیاری از افراد، خود را شگفت زده در کشورهای دشمن یافتند و دیگر امکانی برای مکاتبه با اقوام و دوستان خود نداشتند. به منظور کمک هرچه بیشتر به این‌گونه افراد، دفتر مرکزیِ سازمانِ جهانیِ اسپرانتو، که مقر آن در شهر ژنو است، به تازگی نمایندگان خود، در کشورهای در حال جنگ را از این امر مطلع ساخته است که این سازمان با کمال میل به عنوان یک واسطهٔ تبادل مکاتبات خصوصی، در بین کشورهای دشمن، خدمت خواهد کرد. نامه‌ها در دفتر ژنو، دریافت شده و از آن‌جا، درصورت لزوم پس از ترجمه، به آدرس گیرنده، ارسال خواهد شد. تنها مکاتباتی مورد قبول واقع می‌شود که درب پاکت آن باز بوده و مطلقاً دارای مطالب سیاسی یا نظامی نباشد. افرادی که مایل به استفاده از این سرویس‌اند ـ که هم‌اکنون به‌طور کامل در حال کار کردن است ـ می‌توانند کلیهٔ نامه‌های خود را همراه با دو عدد کوپن بین‌المللیِ پاسخ، به سازمان جهانی اسپرانتو، به آدرس: شمارهٔ ۱۰، خیابان بورس، ژنو، سوئیس، بفرستند.

در طول مدت ماه سپتامبر تا دسامبر سال ۱۹۱۴، حجم نامه‌های دریافتی ـ به‌خاطر میزان کاری که جواب دادن به آن‌ها، احتیاج داشت ـ هراس‌انگیز شد. برای داشتن نظم در این کار، باید یک مجموعه فیش تهیه می‌شد، به ترتیبی که سازمانِ جهانیِ اسپرانتو خود بتواند، در صورت لزوم، برای افرادی که پاسخ نداده‌اند، با ارسال سؤال، موضوع را پیگیری کند. اما این خدمت، در دریافت و ارسال سادهٔ نامه‌ها متوقف نماند. درخواست‌های گوناگون و به خصوصی دریافت می‌شد، از قبیل: جستجوی افراد، انتقال پول و بسته‌ها، کمک به اسرای غیرنظامی و هم‌چنین تقاضای اطلاعات دربارهٔ سربازها. راجع به حجم کار انجام شده، کافی است ذکر شود که در طول ماه دسامبر ۱۹۱۴ تعداد نامه‌های دریافتی روزانهٔ بین ۲۵۰ تا ۳۰۰ عدد بود.
هر چند در این جنگ وحشتناک، آشکارا، اسپرانتودان‌های، به خصوص جوانی، از بین رفتند و خود زامنهوف نیز فوت کرد، ولی نهضت در تمامیِ کشورها دوباره برپا گشت. به‌علاوه، عامل کاملاً جدیدی نیز پدیدار شد.

## اسپرانتو و جنبش‌های سیاسی
بی طرفیِ سیاسی، به‌درستی پایهٔ اساسیِ سازمانِ جهانیِ اسپرانتو، و اسپرانتودان‌هایی بود که "بی طرف" خوانده می‌شدند و هنوز نیز چنین است؛ ولی کارگران طبقه آگاه، در بین دو جنگ هرکدام پی‌رویِ یکی از اَشکال سوسیالیسم شدند که شعار اصلی آن، "کارگران جهان متحد شوید!" بود. بسیاری از آن‌ها ـ کمونیست‌ها، سوسیال دموکرات‌ها، آنارشیست‌ها و دیگران ـ از این شعار، این استنتاج منطقی را می‌کردند که: چگونه کارگرانی از کشورهای گوناگون، بدون زبانی مشترک، می‌توانند با یک‌دیگر به‌طور مؤثری، هم‌کاری کنند؟ بنابراین، ایشان اسپرانتو را مناسب یافته و سازمان بین‌المللیِ خود را به‌وجود آورند، که هدف آن تربیت و تهذیب کارگران به‌وسیلهٔ زبان بین‌المللیِ اسپرانتو بود. این نهضت، به‌سرعت شکوفا شد و تنها پس از چند سال، تعداد اعضای آن بیش از اعضای نهضت بی‌طرف اسپرانتو بود.

## ممنوع شدن اسپرانتو درکشورهای سلطه‌طلب
البته وضع برخورد روسیهٔ پس از انقلاب بلشویک‌ها، کمک بسیار زیادی به پیشرفت آغازین و سریع اسپرانتو کرد. در طی چند سال دولت روسیه با حرارت، مطابق با خط آرمانیِ آن‌زمان خویش، اسپرانتودانان را تشجیع می‌کرد؛ ولی این خط، در حدود سال ۱۹۳۰ در نتیجهٔ توسعهٔ استالینیسم (اعتقاد به انقلابی جهانی در آیندهٔ نزدیک)، دیگر متروک شده بود. اسپرانتو، ممنوع اعلام شده بود، و اسپرانتودان‌های روسیه، برای یک ربع قرن سکوت اختیار کردند و در اکثریت کشورهای سوسیالیستی نیز ـ پس از جنگ جهانی دوم ـ همین اتفاق روی‌داد. تنها پس از مرگ استالین و فاصله گرفتن رسمیِ دولت روسیه از جنایات او، اسپرانتو به تدریج مجاز شمرده شد: این یک معجزه بود که پس از گذشتِ این مدت مدید که یک دهه به طول انجامید، دوباره اسپرانتودان‌هایی در روسیه شوروی پدیدار شدند.
روسیه تنها کشوری نبود که در آن اسپرانتو ممنوع شده بود. حکومت‌های دیکتاتوریِ دیگری نیز ـ مانند آلمان نازیست، اسپانیای فرانکیست، آمریکای مک کارتیست و غیره ـ آن را متهم و محکوم می‌ساخت، چرا که اسپرانتو به زعم آن‌ها: «زبان یهود» یا «زبان کمونیسم» یا «زبان کسموپولیتیسم» (جهان‌وطنی) بود: اما در واقع، علت حقیقی، این بود که اسپرانتو، نه تنها پنجره‌ای به جریانات خارجی باز می‌کند، بلکه هم‌چنین ایده‌هایی مثل برادریِ بین انسان‌ها، صلح و … را تلویحاً در خود دارد؛ بنابراین، همان‌طور که لینس هوشیارانه از این واقعیت پرده برمی‌دارد، اسپرانتودان‌ها ـ البته نه برای اولین بار ـ شهدای خود را تقدیم کردند.

## اسپرانتو و جنبشِ بی‌ملیت‌گرایی
با وجود این، شکوفائیِ دفعیِ اسپرانتو در بین کارگران، شاهد فرموله‌شدن یک پدیدهٔ حقیقتاً یگانه شد: فلسفهٔ سیاسیِ کاملاً جدیدی که اگر اسپرانتو وجود نمی‌داشت، فکر کردن به آن ممکن نبود. نام این پدیده Sennaciismo است. یگانگی آن را، این امر به اثبات می‌رساند که در زبان‌های دیگر ـ و احتمالاً در تمامیِ آن‌ها ـ اصطلاحی برابر با آن وجود ندارد، یا دست‌کم قبل از آن، وجود نداشته‌است. در واقع بی‌ملیت گرایی، در زمینهٔ قرن نوزدهم ریشه دواند و همانند فلسفه‌های دیگر آن‌زمان، براساس مفاهیم مربوط به تکامل تاریخ اجتماعی، بنا گردید. پیش‌فرض این مکتب، این است که ملت‌ها، تنها، پله‌ای موقتی هستند در راه رسیدن به جامعهٔ کل بشری، و بی ملیت گراها پیشگامان به تحقق رساندن این مفهوم‌اند. در نتیجه، آن‌ها، هر چیز ملی و مربوط به ملیت‌ها را مردود می‌شمارند: مرزهای کشوری را (به جای آن، منطقه‌بندیِ زمانی را جانشین می‌کنند)، زبان‌های ملی را (اسپرانتو را جانشین آن می‌سازند و اصرار در استفادهٔ هرچه‌بیشتر از آن را در زندگیِ روزمره دارند)؛ اما، آن‌ها دربارهٔ مبارزهٔ طبقاتی هم اصرار می‌ورزیدند، چراکه طبق معیارهای آن عصر، نهضت سوسیالیسم نویدبخش جهان بدون ملت، در آینده بود.
آشکارا، بی ملیت گرایان هیچ‌گاه تعداد بسیار زیادی نبودند. این سازمان کارگری، انجمن جهانی بی ملیتی نامیده شد (و این نامی دقیق است، چرا که این سازمان، مثل سازمان جهانیِ اسپرانتو، فدراسیونی از انجمن‌های ملی نیست، بلکه اتحادیه‌ای است از افراد) و اُرگانِ آن بی ملیت گرا (Sennaciulo) است؛ ولی ظرافت بیان اسپرانتو، به روشنی، بین Sennaciulo و Sennaciisto تفاوت می‌نهد. هرچند برای بی ملیت گرایی، دستِ‌کم در اوضاع کنونی، نمی‌توان موفقیت همه‌گیری را، پیش‌بینی کرد؛ ولی، به یک معنی، این نهضت، پیامد و نتیجهٔ یک بُعدِ اسپرانتوی ایده‌آلیستی یا آرمان‌گرایانه است.

## بی‌طرفی و مدرن شدن، رمز موفقیتِ اسپرانتو
در طول همین دوران، نهضت بی‌طرف اسپرانتو، از میان بحران‌هایی که مربوط به سازمان‌دهی بود، به سلامت گذشت. اوج این بحران‌ها در سال ۱۹۳۷ (۱۳۱۵ هـ. ش) بود که انفکاکی در این نهضت به وجود آمد و باعث پیدایش اتحادیهٔ بین‌المللی اسپرانتو شد که اکثریت - و به‌طور قطع، فعال‌ترین – انجمن‌های کشوری به آن پیوست. با وجود این، پس از جنگ جهانیِ دوم به‌خاطر قدرت سازمان‌دهیِ با انرژیِ ایوو لاپنا یگانگی از دست رفته، دوباره به دست آمد. وی هم‌چنین در طولِ همین مدت، مبتکر تبلیغات منظمی علیه فراوانیِ بیش از حد ستاره‌های سبز (نمادِ اسپرانتو)، و «چیزهای عجیب و غریب» مشابه دیگر گشت: اساس این حرکت، این بود که اسپرانتودان‌ها، خود را از ظاهر «یک فرقهٔ عجیب کوچک» (به‌تعبیر کالوچای شاعر)، رها ساخته و به دنیای عادی پای گذارند. لاپنا اصرار داشت که اسپرانتودانان به دنیای واقعی پیوسته و از امکانات آن، برای رسیدن به اهداف خود بهره جویند. وی اقدامات بسیاری را به منظور ایجاد احساسِ هدف‌مندی در نهضت اسپرانتو، به انجام رساند و نهضت را با استراتژی روز و مدرن، تجهیز کرد.
روشن است که این تبلیغات منظم لاپنا، موفق بوده‌است. امروزه، این نهضت عموماً، در آمال و آرزوهای خود، مدرن تر و هنگامِ مطرح شدن در مجامع عمومی، دارای ظاهری عادی‌تر است. این‌که آیا در این راه، چیزی، به خصوص چیز مهمی، از دست داده شده‌است یا نه، چندان روشن نیست.

## اسپرانتو در جامعهٔ ملل
قرن بیستم شاهد تولد پدیدهٔ سیاسیِ جدیدی بود؛ نتیجهٔ شوک وحشت‌آور جنگ جهانی اول، عزم و کوششی بود برای ایجاد یک سازمان فوقِ‌ملی که نقش آن، ضمانت کردن صلح توسط هم‌کاریِ یکایک دولت‌ها، در کادر یک شورا بود. پس از جنگ جهانی اول، این سازمان، جامعهٔ ملل بود و بعد از جنگ جهانی دوم (تا به امروز) سازمان ملل متحد. آشکارا این سازمان‌ها، درگیر هزینه‌ها و مشکلات گوناگون تفاوت زبان‌ها بوده و هستند. پس بنابراین باید دید که وضعِ برخورد آن‌ها در برابر زبان بین‌المللیِ اسپرانتو چگونه بوده‌است؟
در جامعهٔ ملل، در واقع، اسپرانتو مطرح شد و مورد بحث و بررسی قرار گرفت. در همان اولین نشست آن، ۱۱ نماینده، پیشنهادی را در جهت تدریس این زبان در مدارس کشورهای عضو، مطرح ساختند. کمیسیون جامعهٔ ملل، تحقیقی جدی را دربارهٔ دست‌آوردهای اسپرانتو انجام داد و گزارش آن را منتشر ساخت، که نه تنها گزارشی صحیح و امین بود، بلکه هم‌چنین تا حدود بسیار زیادی در جهت به‌کارگیریِ اسپرانتو به عنوان زبان رسمی، بود. به عنوان مثال، در این گزارش راجع به یک همایش اسپرانتو چنین آمده‌است:

در یک نشست، تا سی ودو سخنران صحبت کردند و در طی سه روز، آن‌قدر کار انجام شد که در همایشی معمولی که در آن از زبان‌های رسمیِ متعدد استفاده می‌شود، برای انجام آن شاید احتیاج به ده روز کار بود.

این گزارش موفقیت بزرگی دربرداشت و در پی آن، بسیاری از نمایندگان آماده بودند تا به نفع تدریس اسپرانتو، در مدارس رأی دهند؛ ولی دولت فرانسه، بدون هیچ‌گونه جای سازشی، مخالف هرگونه پیشنهادی شبیه به آن بود: درواقع، دولت فرانسه از رقابت بین اسپرانتو و زبان فرانسوی که در آن زمان زبانی بامنزلت بود، هراس داشت. بسیاری از ملل دیگر نیز که از آزردن دولت فرانسه واهمه داشتند، تسلیم خواست آن، مبنی بر با شکست روبرو ساختن این پیشنهاد، شدند. رئیس فرانسویِ کمیسیون مربوطه، علی‌رغم اعتقاد شخصی خود، استدلالی، تا حد غیرقابل قبولی جاهلانه، کرد (هرچند بعدها خود وی شخصاً، پریشان‌خاطری خود را دربارهٔ این وظیفهٔ تحمیل شده، اقرار کرد):

هدف جامعهٔ ملل، نزدیک ساختن مردم به یک‌دیگر است، ولی نه به صورت مکانیکی توسط آسان سازیِ وسائل ارتباطی. اسپرانتو، بیش از راه‌آهن یا تلگراف، نخواهد توانست جان‌ها را به همدیگر نزدیک سازد. این کار را تنها فراگیریِ زبانی بیگانه، با ادبیات و فرهنگ اش می‌تواند انجام دهد. توسعه یافتن یک زبان جهانیِ مصنوعی، برعکس، فراگیریِ زبان‌های بیگانه را غیرضروری خواهد ساخت. در این صورت، این زبان‌ها، دیگر یادگرفته نخواهد شد. این عامل نزدیک‌کنندهٔ جان‌ها از ماورای مرزها، از دست خواهد رفت. به این دلیل، نقش ما، ترغیب ساختن افراد به فراگیریِ زبان‌های بیگانه است و نه زبانی مصنوعی.

این انصرافِ تنها، برارد، وزیر فرانسه را راضی نمی‌کرد. او مایل بود که این کمیسیون، ردّیه‌ای علیه اسپرانتو صادر کند، تا وی قادر گردد از آن، به عنوان وسیله‌ای تبلیغاتی ضد اسپرانتو، استفاده کند، و برای این کار، احتیاج داشت که جامعهٔ ملل، این ردّیه را مورد تأیید قرار دهد؛ ولی در این کار، او موفق نشد.
زمانی که در سال ۱۹۲۳ چهارمین نشست عمومی جامعهٔ ملل برگزار شد، دولت فرانسه، دستور کار ویژه‌ای را به نماینده‌اش ژاک باردو برای بهره‌گیری از قطع‌نامهٔ کمیسیون، و مردودشمردنِ قطعیِ اسپرانتو داده بود؛ بنابراین وی آن را در پنجمین کمیسیون، تحت شکل قطع‌نامه‌ای از طرف جامعهٔ ملل، که فراگیریِ زبان‌های بیگانه را، مرجح بر یادگیریِ زبانی مصنوعی، توصیه می‌کرد، ارائه ساخت. اما نمایندگان ملل دیگر، فوراً و شدیداً شروع به اعتراض کردند. تعداد بسیار زیادی از ایشان، به وی توضیح دادند که قصد پافشاری به نفع موضوع اسپرانتو را نداشتند، چون این کار خوشایند دولت فرانسه نبود، ولی به‌هیچ روی نمی‌توانند پذیرای قطع‌نامه‌ای گردند که به هر ترتیبی، علیه اسپرانتو به نظر برسد، چرا که این نهضت در کشورهای آن‌ها، دارای دوستان بیش از حد زیادی است. حتی نمایندگان بریتانیا، به او اخطار دادند که علیه این قطع‌نامه، به مبارزه برخواهند خاست. در آن زمان، باردو، این قطع‌نامه را پس گرفت و به این ترتیب نظر کمیسیون، نه مورد تأیید و نه مورد قبول جامعهٔ ملل واقع شد، و گزارش، که در سال ۱۹۲۲ ارائه شده بود، و در آن ارزش اسپرانتو و نقش حیاتیِ آن، به‌یاریِ ارائهٔ واقعیت‌هایی، نشان داده شده بود، به همان حال باقی ماند.
با این وجود، به‌عنوان پاداشی تسلی بخش، جامعهٔ ملل قطع‌نامه‌ای را مورد قبول خود قرار داد که اولین به رسمیت شناختن بینِ‌دولتیِ اسپرانتو، به عنوان زبانی مورد استفاده، با تعریفی رسمی راجع به نقش آن در روابط انسانی بود:

نشست عمومیِ جامعهٔ ملل توصیه می‌کند که کشورهای عضو جامعه (ی‌ملل) در روابط تلگرافی و رادیوتلگرافی، برای اسپرانتو حق و تعرفهٔ زبانی «واضح» را به‌عنوان زبانی کمکی در کاربرد وسائل ارتباطیِ بین‌المللی، در کنار زبان‌هایِ ملیِ مورد استفاده، قبول کرده و در جهتِ این هدف، توجه سازمان مخابرات و ترانزیت را جلب می‌کند.

با این وصف، کل تاریخ اسپرانتو و جامعهٔ ملل، به زیبایی مثالی از این واقعیت پرمعنی را ارائه می‌کند، که وجود یک دشمن قدرت‌مندِ اسپرانتو، در جایی صحیح، می‌تواند مساعدترین شرایط را نیز برای توفیق آن، از بین ببرد.

## اسپرانتو در سازمان ملل متحد
پس از جنگ جهانیِ دوم، سازمان جهانیِ بینِ‌دولتیِ جدید، سازمان ملل متحد بود که تاکنون نیز برجای مانده‌است. سازمان جهانی اسپرانتو، در سال ۱۹۵۰، با درخواست‌نامهٔ (طومار) زیر به این سازمان رجوع کرد:

من معتقدم که، راه حل مشکل زبان بین‌المللی، دارای اهمیت عملیِ زیادی است و سازمان ملل متحد، باید آن را تحت توجه جدیِ خود قرار دهد.
من معتقدم که یک زبان جهانی کمکی، که باعث ازبین‌رفتن زبان‌های ملی نشده، بلکه به عنوان زبانی کمکی، در خدمتِ آن باشد، برای تسهیل روابط بین مردم تمامیِ جهان و برای تسریع پیشرفت اجتماعی، ضرورت دارد. به این خاطر که اسپرانتو در تمامیِ بخش‌های جهان، به خوبی مورد پذیرش قرار گرفته‌است ـ و تنها زبان کمکی است که موفقیتی چشم‌گیر داشته ـ امیدوارم که سازمان ملل متحد، با تمامیِ امکاناتی که درا ختیار دارد، به توسعه یافتن استفاده از این زبان، کمک خواهد کرد، به عنوان مثال با توصیهٔ آموزش آن در مدارسی که معلمین مجرب در اختیار دارند، و با توسعه بخشیدن به استفاده از آن در توریسم، تجارت بین‌المللی و مکاتبات.

حمایت مردمی از این درخواست، حقیقتاً قابل ملاحظه بود. این درخواست را ۸۹۵۴۲۲ نفر و ۴۹۲ سازمان (با اعضایی برابر ۱۵٬۴۵۴٬۷۳۰ تن)، از ۷۶ کشور جهان امضاء کردند.
این درخواست، تحویل سازمان ملل متحد شد که این سازمان آن را، به نوبهٔ خود، به دبیرخانهٔ یونسکو (سازمان تربیتی، علمی و فرهنگیِ سازمان ملل متحد) تحویل داد. این انتقال، به خودیِ خود، کوششی در جهت کنارنهادن و نادیده‌انگاشتن کل مسئله بود، ولی پیگیریِ اسپرانتودان‌ها، به رهبریِ دکتر ایوو لاپنا، باعث گردید قطع‌نامه‌ای عمومی در مورد آن در طرح موقت برنامهٔ سال ۱۹۵۳ و ۱۹۵۴ گنجانده شود تا به این ترتیب، این موضوع زنده نگاه داشته شود. با این وجود، یونسکو، مطابق معمولِ زمانی که امور مربوط به اسپرانتو مطرح بود، از تمامیِ امکانات اجرایی خود استفاده کرد، تا مانع تکامل و پیشرویِ بیشتر موضوع گردد، اما در پایانِ سال ۱۹۵۲ (۱۳۳۰ هـ. ش)، هیئت نمایندگیِ سوئیس، قطع‌نامه‌ای را به همایش عمومی ارائه کرد که مورد قبول واقع شد. هرچند شکل این قطع‌نامه توسط مجمع عمومی دچار تغییرات اساسی‌ای شده بود ولی در هر صورت، معنیِ آن این بود که یونسکو، بالاخره مجبور شده بود، موضوع را مورد بررسی قرار دهد. هشتمین دورهٔ همایش عمومی در مونته ویدئو، باید به دو مسئله، در رابطه با اسپرانتو، می‌پرداخت. از یک طرف سازمان جهانیِ اسپرانتو، درخواستِ، به اصطلاح روابط مشورتی با یونسکو را کرده بود (که آن را، دریافت نیز کرد ولی نه بدون مبارزات)، و از طرف دیگر، یونسکو باید طومار یا درخواست‌نامهٔ یادشده را، در هر شکلی که بود، مورد بررسی قرار می‌داد.
اتفاقاتی که در مونته ویدئو افتاد، از بسیاری جهات، شبیه به وقایع موجود در یک رُمان است. دکتر لاپنا به همراه اسپرانتودانانِ محلی، افکار عمومی را به تحرک درآورد، و نمایشگاه باعظمتی دربارهٔ اسپرانتو برپا ساخت (که اثر خیلی خوبی بر روی بسیاری از نمایندگان گذاشت)، و شخصاً نیز با افراد مهمی تماس برقرار کرد. در نتیجهٔ این اقدامات، هیئت نمایندگیِ مکزیک، تصمیم گرفت قطع‌نامه‌ای را به کمیسیون برنامه‌ریزی تسلیم کند.
این کمیسیون، قطع‌نامه را، در بعد از ظهر روز شنبه، مورد بررسی قرار داد، زمانی که از ۷۲ هیئت نمایندگی، تنها ۴۲ عدد آن‌ها در جلسه حضور داشتند و حتی هیئت‌های حاضر نیز، اکثراً به جای رؤسای خود، به وسیلهٔ افراد دون پایه و غیرمطلع، در جلسه شرکت داشتند. رئیس کمیسیون عمداً، روال عادی جلسه را مخدوش ساخت: یعنی به جای این‌که ابتدا، طبق معمول، اجازهٔ صحبت را به پیشنهادکنندهٔ قطع‌نامه بدهد، به شخص مخالف آن، پروفسور بلینکِنبِرگ از دانمارک داد. این شخص، ضمن حمله به اسپرانتو، به وسیلهٔ «خوشمزگی‌های» مختلف، سعی کرد تا جو جلسه را از حالت جدی خارج سازد.
پس از این سخنرانیِ بَری از مسئولیت، دکتر لاپنا به عنوان ناظر سازمان جهانی اسپرانتو، اجازه یافت در طول سه دقیقه صحبت کند! البته، این قطع‌نامه، توسط اکثریت زیادی از آراء رد شد.

## قطع‌نامه‌های یونسکو در بارهٔ اسپرانتو
ولی، خوشبختانه، دکتر لاپنا فردی نبود که به راحتی بتوان بر او پیروز شد. اسپرانتودانان با مطلع ساختن ماهرانهٔ مجلات و رادیو، و توسط تماس‌های شخصیِ بسیار، به این موفقیت نایل آمدند که هیئت نمایندگی مکزیک، با حمایت اروگوئه و چند کشور دیگر، درخواست بررسیِ مجدد طرح قطع‌نامه را در مجمع عمومی بکند، که در آن‌جا، با ۳۰ رأی موافق، در برابر ۵ رأی مخالف و ۱۷ رأی ممتنع، مورد تصویب قرار گرفت. پیروزی ای حقیقی، در شرایطی که به‌طور غیرقابل باوری، نامساعد بود. متن قطع‌نامهٔ پذیرفته شده، چنین است:

همایش عمومی، پس از بحث و گفتگو دربارهٔ گزارش دبیرکل، در مورد درخواست‌نامهٔ بین‌المللی به نفع اسپرانتو.
I. با توجه به نتایج به دست آمده به وسیلهٔ اسپرانتو، در زمینهٔ تبادلات فکریِ بین‌المللی و نزدیک ساختن مردم جهان به یک‌دیگر؛ اذعان می‌دارد که این نتایج با اهداف و ایده‌آل‌های یونسکو مطابقت دارد.
II. توجه عموم را به این مسئله جلب می‌کند که بسیاری از دولت‌های عضو، آمادگی خود را برای وارد ساختن، یا جامع ساختن، آموزش اسپرانتو در مدارس یا مؤسسات تربیتیِ عالیِ خود، اعلام کرده‌اند، و بدین وسیله از تمامی دولت‌های عضو، درخواست می‌کند که دبیرکل را از نتایج به دست آمده در این زمینه، مطلع سازند.
III. دبیرکل را مأمور می‌سازد تا پیشرفت جاریِ استفاده از اسپرانتو را در علم، تعلیم و تربیت و فرهنگ، دنبال کرده و در راه این هدف، با سازمان جهانی اسپرانتو (UEA)، در امور مربوط به هر دو سازمان، همکاری کند.

سازمان جهانی اسپرانتو در سال ۱۹۶۵ (۱۳۲۳ هـ. ش)، مجدداً به سازمان ملل متحد رجوع کرد با این پیشنهاد که سازمان ملل متحد، برای حل مشکل زبان، کمکی واقعی و مؤثر به امر توسعهٔ زبان بین‌المللیِ اسپرانتو کرده و هم‌چنین به دولت‌های عضو خود توصیه کند که تدریس آن را، توسعه بخشیده و بهره‌گیری از آن را در روابط بین‌المللیِ مردم اشاعه دهد.
این بار، این پیشنهاد را ۹۳۰۰۲۵ نفر و ۳۸۵۱ سازمان، با اعضایی برابر با حدود ۷۳ میلیون تن، امضاء کردند! این پیشنهاد در سال ۱۹۶۶ تسلیم دبیرخانهٔ سازمان ملل متحد شد، و این دبیرخانه توانست به‌گونه‌ای مؤثر، آن را ناپدید سازد!
اگر تاریخ اسپرانتو درسی به ما داده باشد، این است که: در این جهان، اسپرانتو به ندرت مورد حداقل بررسیِ عادلانه و عادی قرار گرفته‌است. با وجود این، این امر نمی‌تواند تا ابد ادامه یابد: همان‌طور که بیست و سومین نشست یونسکو نیز، قطع‌نامهٔ تشجیع‌کننده‌ای را، آن‌هم با اکثریت قاطع آراء، در تاریخ ۸ نوامبر سال ۱۹۸۵ در صوفیه به‌تصویب رساند که در آن، همایش عمومی اذعان می‌دارد:

با ملاحظهٔ این‌که در نشست سال ۱۹۵۴ خود در مونته‌ویدئو، توسط قطع‌نامهٔ شمارهٔ IV.1.4.422-4224 نتایج به‌دست آمده توسط زبان بین‌المللی اسپرانتو را در زمینهٔ تبادل افکار در سطحِ بین‌المللی و تفاهم متقابل میان مردم جهان مورد توجه قرار داد، و تأکید کرد که این دست‌آوردها با اهداف و آرمان‌های والای یونسکو هم‌خوانی دارد،
با یادآوریِ این‌که در این فاصله اسپرانتو به‌عنوان وسیله‌ای برای تفاهم بین مردم و فرهنگ‌های کشورهای گوناگون، با نفوذ یافتن در اکثر مناطق دنیا و اکثر فعالیت‌های انسانی، پیشرفت قابل ملاحظه‌ای داشته‌است،
با اذعان به قابلیت‌های عظیمی که اسپرانتو در جهتِ تفاهم بین‌المللی و ارتباطات میان مردم ملیت‌های گوناگون عرضه می‌کند،
با ملاحظهٔ سهم بسیار مهمِ نهضت اسپرانتو، و به‌ویژه سازمان جهانی اسپرانتو (UEA)، در انتشار اخبار و اطلاعات مربوط به اقدامات یونسکو، و هم‌چنین مشارکت آن در این اقدامات،
با آگاهی از این امر که یک‌صدمین سال‌گردِ اسپرانتو در سال ۱۹۸۷ جشن گرفته خواهد شد،
I. به نهضت اسپرانتو به‌مناسبت صدساله شدن آن تبریک می‌گوید.
II. از دبیرکل درخواست می‌کند که پیشرفتِ اسپرانتو را به‌عنوان وسیله‌ای برای بهبود تفاهم میان ملت‌ها و فرهنگ‌های مختلف، به‌گونه‌ای دقیق و همیشگی دنبال کند.
III. از دولت‌های عضو دعوت می‌کند تا یک‌صدمین سال‌گرد اسپرانتو را با اقدامات مناسب، صدور اعلامیه‌ها، انتشار تمبرهای ویژه و موارد مشابه گرامی داشته، و واردساختن برنامهٔ درسی در بارهٔ مشکل زبان و اسپرانتو را در مدارس و نهادهای آموزش عالی خود ترغیب کنند.
IV. به سازمان‌های غیردولتی توصیه می‌کند تا در جشن صدساله‌شدن اسپرانتو مشارکت کرده و امکان بهره‌گیری از اسپرانتو را به‌عنوان وسیله‌ای برای انتشار اخبار و اطلاعات، از جمله در بارهٔ اقدامات یونسکو، در بین اعضای خود مورد بررسی قرار دهند.